# John Paul jr.
John Lee Paul jr. (Muncie (Indiana), 19 februari 1960 – Woodland Hills, 29 december 2020) was een Amerikaans autocoureur.

## Carrière
John Paul jr. nam met onderbrekingen tussen 1982 en 1994 deel aan het Champ Car-kampioenschap. Hij kwam in deze raceklasse aan de start van 29 races. Hij won de race op de Michigan International Speedway in 1983. In 1982 won hij, met zijn vader John Paul Sr. als co-rijder, de 12 uren van Sebring. In 1996 ging hij aan de slag in de Indy Racing League. In 1998 won hij de race op de Texas Motor Speedway. In 1999 reed hij de laatste drie races uit zijn carrière. In totaal stond hij 53 keer aan de start van een race in zijn gezamenlijke Champ Car- en IndyCar-carrière. Hij won twee races en vertrok een keer vanaf poleposition (in 1983).
Hij overleed op 60-jarige leeftijd door de Ziekte van Huntington.

## Trivia
In 1986 werd hij tot vijf jaar cel veroordeeld voor drugsgerelateerde feiten.